# Танагра колумбійська
Тана́гра колумбійська (Tangara chrysotis) — вид горобцеподібних птахів родини саякових (Thraupidae). Мешкає в Андах.

## Опис

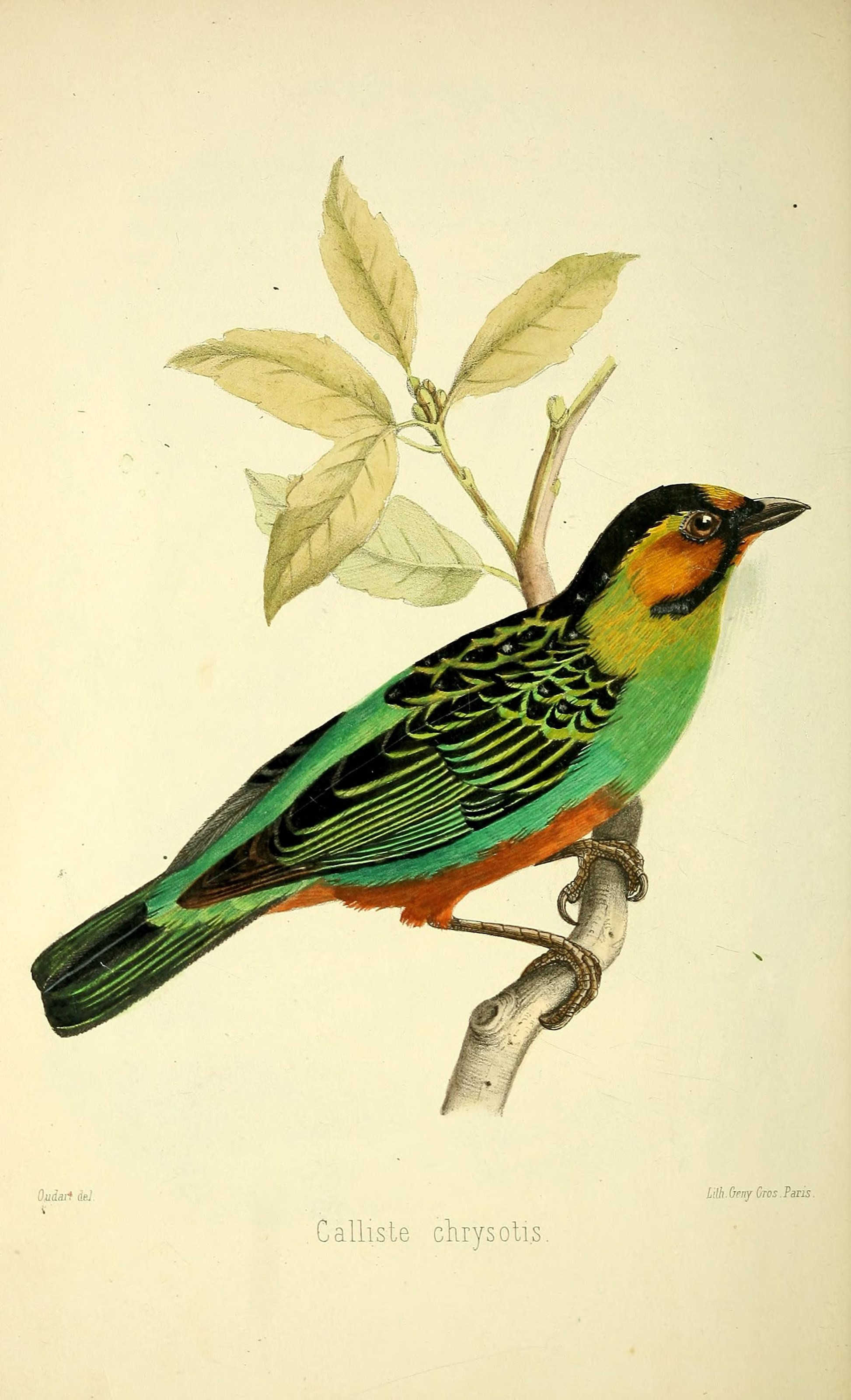
Колумбійська танагра

Довжина птаха становить 14 см, вага 23-25,5 г. Голова переважно зелена, тім'я чорне, на лобі і щоках золотисто-жовті плямі, під дзьобом широкі чорні "вуса". Верхня частина тіла чорно-зелена, махові пера чорні з вузькими зеленими краями. Горло світло-жовте, груди і боки бірюзові, живіт рудувато-коричневий. Самиці мають дещо менш яскраве забарвлення.

## Поширення і екологія
Колумбійські танагри мешкають на східних схилах Анд в Колумбії (на південь від Уїли), Еквадорі, Перу і Болівії (на південь до Кочабамби). Вони живуть у вологих гірських тропічних лісах і на узліссях. Зустрічаються поодинці, парами або невеликими зграйками до 4 птахів, на висоті від 760 до 2400 м над рівнем моря, переважно на висоті від 1150 до 1750 м над рівнем моря. Іноді приєднуються до змішаних зграй птахів разом з іншими танаграми. Живляться плодами, зокрема з роду Miconia, а також комахами та іншими безхребетними, яких шукають переважно в кронах дерев, на висоті від 10 до 30 м над землею.